# Antares (Arizona)
Antares è un census-designated place (CDP) degli Stati Uniti d'America situato nello stato dell'Arizona, nella contea di Mohave.